# Симеон Пелагонийски
Симеон (на гръцки: Συμεών) е православен духовник, митрополит на Вселенската патриаршия.

## Биография
През май 1771 година е избран и по-късно е ръкоположен за митрополит на Пелагония. На 7 февруари 1783 година той подава оставка, „оттегляйки се, за да живее в тишина и безделие и извън всякакви житейски грижи и дертове“. Умира около 1805 година, вероятно на Родос, където е споменат в 1802 година.